# Beaurepaire (Seine-Maritime)
Beaurepaire is een gemeente in het Franse departement Seine-Maritime (regio Normandië) en telt 413 inwoners (2004). De plaats maakt deel uit van het arrondissement Le Havre.

## Geografie
De oppervlakte van Beaurepaire bedraagt 2,8 km², de bevolkingsdichtheid is 147,5 inwoners per km².
De onderstaande kaart toont de ligging van Beaurepaire (Seine-Maritime) met de belangrijkste infrastructuur en aangrenzende gemeenten.

## Demografie
Onderstaande figuur toont het verloop van het inwonertal (bron: INSEE-tellingen).